# Mindestzündladung
Die Mindestzündladung (MZQ) beschreibt die Zündempfindlichkeit eines Mediums, im eigentlichen Sinne eines brennbaren Stoffes wie eines Gases, einer Flüssigkeit oder eines Feststoffes, gegenüber Entladungen statischer Elektrizität.  Sie wird hauptsächlich zur Beurteilung von Entladungen ausgehend von Kunststoffen angewendet.
In den „Technische Regeln für Gefahrstoffe – Vermeidung von Zündgefahren infolge elektrostatischer Aufladungen“ (TRGS 727, Anhang G) werden die folgenden Mindestzündladungen und Mindestzündenergien aufgeführt.
| Verbindung           | Mindestzündenergie (mJ) | Mindestzündladung (nC) | Zündwilligstes Gemisch (Vol.-%) | Explosions- gruppe nach IEC 60079-0 |
| -------------------- | ----------------------- | ---------------------- | ------------------------------- | ----------------------------------- |
| Acetaldehyd          | 0,38                    | –                      | –                               | IIA                                 |
| Aceton               | 0,55                    | 127                    | 6,5                             | IIA                                 |
| Acrylnitril          | 0,16                    | –                      | 9,0                             | IIB                                 |
| Ammoniak             | 14                      | 1500                   | 20                              | IIA                                 |
| Benzol               | 0,20                    | 45                     | 4,7                             | IIA                                 |
| 1,3-Butadien         | 0,13                    | –                      | 5,2                             | IIB                                 |
| Butan                | 0,25                    | 60                     | 4,7                             | IIA                                 |
| 2-Butanon            | 0,27                    | –                      | 5,3                             | IIA                                 |
| Cyclohexan           | 0,22                    | –                      | 3,8                             | IIA                                 |
| Cyclopropan          | 0,17                    | –                      | 6,3                             | IIB                                 |
| 1,2-Dichlorethan     | 1,0                     | –                      | 10,5                            | IIA                                 |
| Dichlormethan        | 9 300                   | 880 000                | 18                              | IIA                                 |
| Diethylether         | 0,19                    | 40                     | 5,1                             | IIB                                 |
| 2,2-Dimethylbutan    | 0,25                    | 70                     | 3,4                             | IIA                                 |
| Essigsäureethylester | 0,46                    | 120                    | 5,2                             | IIA                                 |
| Ethan                | 0,25                    | 70                     | 6,5                             | IIA                                 |
| Ethanol              | 0,28                    | 60                     | 6,4                             | IIB                                 |
| Ethen                | 0,082                   | 32                     | 8,0                             | IIB                                 |
| Ethin                | 0,019                   | –                      | 7,7                             | IIC                                 |
| Ethylenoxid          | 0,061                   | –                      | 10,8                            | IIB                                 |
| Heptan               | 0,24                    | 60                     | 3,4                             | IIA                                 |
| Hexan                | 0,24                    | 60                     | 3,8                             | IIA                                 |
| Methan               | 0,28                    | 70                     | 8,5                             | IIA                                 |
| Methanol             | 0,20                    | 50                     | 14,7                            | IIA                                 |
| 2-Methylbutan        | 0,21                    | 63                     | 3,8                             | IIA                                 |
| Methylcyclohexan     | 0,27                    | 70                     | 3,5                             | IIA                                 |
| Pentan               | 0,28                    | 63                     | 3,3                             | IIA                                 |
| cis-2-Penten         | 0,18                    | –                      | 4,4                             | IIB                                 |
| trans-2-Penten       | 0,18                    | –                      | 4,40                            | IIB                                 |
| Propan               | 0,25                    | 70,00                  | 5,20                            | IIA                                 |
| 1-Propin             | 0,11                    | –                      | 6,50                            | IIB                                 |
| Propylenoxid         | 0,13                    | –                      | 7,50                            | IIB                                 |
| Schwefelkohlenstoff  | 0,01                    | –                      | 7,80                            | IIC                                 |
| Tetrafluorethylen    | 4,10                    | –                      | –                               | IIA                                 |
| Tetrahydro-2H-pyran  | 0,22                    | 60,00                  | 4,70                            | IIA                                 |
| 1,1,1-Trichlorethan  | 4 800                   | 700 000                | 12,00                           | IIA                                 |
| Trichlorethen        | 510,00                  | 150 000                | 26,00                           | IIA                                 |
| Wasserstoff          | 0,02                    | 12,00                  | 22,00                           | IIC                                 |